# فوزوتشا
فوزوتشا هي مستوطنة في بلدية زافيدوفيتشي في كانتون زينيكا-دوبوي في البوسنة والهرسك وتقع على نهر كريفايا. تشتهر المستوطنة بمعركة فوزوتشا في حرب البوسنة والهرسك عندما هزم جيش جمهورية البوسنة والهرسك جيش جمهورية صرب البوسنة. تمثل فوزوتشا اليوم رمزا لانتعاش البوسنة والهرسك بعد الحرب.

## التاريخ
في عام 1470 أثناء الحكم العثماني ورد ذكر المستوطنة لأول مرة تحت اسم «كورتكاسابا» أي «مستوطنة الذئاب» أو «مكان الذئاب». قام السكان المحليون بتغييره إلى «فوكوفيني» بسبب وفرة النباتات والحيوانات في المنطقة. في فوزوتشا استقرت بعض الأماكن مثل هرغ حيث تم العثور في عام 1911 على رمح وسوار برونزي وهما الآن في مجموعة المتحف الوطني للبوسنة والهرسك.
الجنوب الغربي من فوزوتشا هو ستوغ. ينتمي ستوغ إلى المجتمع المحلي في فوزوتشا. على أحد التلال في ستوغ تم وضع بلدة ماريا تيريزا المعروفة باسم غراد أو غرادينا. عندما قيل أن ماريا تيريزيا كانت تهرب من تلك المدينة كانت ترمي نولا ذهبيا في دوامة في نهر كريفايا. تُعرف تلك الدوامة بالدوامة العميقة أو بالوكانا (عجل تركي - سمك).
من عام 1890 إلى عام 1963 مر خط السكة الحديد الذي يربط بين زافيدوفيتشي وأولوفو عبر المستوطنة التي كانت تعرف آنذاك باسم فوكوفين. في عام 1892 تغير اسم المستوطنة من فوكوفين إلى فوزوتشا (بالبوسنية القطار).

### معركة فوزوتشا
كانت معركة فوزوتشا هجوما وقع في 10 سبتمبر 1995 من قبل الفيلق الثالث من جيش جمهورية البوسنة والهرسك ضد قرية فوزوتشا ذات الأهمية الاستراتيجية والتي كانت تحت سيطرة متمردي صرب البوسنة والهرسك خلال حرب البوسنة والهرسك.
بدأ الهجوم وانتهى في 10 سبتمبر بانتصار كامل لجيش جمهورية البوسنة والهرسك. بسبب تخطيطهم كانوا متقدمين على جيش جمهورية صرب البوسنة. حصل الجيش على مساعدة من قوة عسكرية خاصة تسمى البجعة السوداء. اشتهرت آثار المعركة بالسلوك الوحشي لبعض القوات ضد ما تبقى من جنود ومدنيين من الصرب. تقدمت القوات البوسنية عبر منطقة أوزرين.

## الجغرافيا
تقع فوزوتشا بين تل كابلوفاتش من اليمين وجيدني فره من الجانب الأيسر من نهر كريفايا مع مساحة كبيرة من الأراضي الصالحة للزراعة. معظم الناس الذين يعيشون في فوزوتشا هم من البوشناق.

## التركيبة السكانية
بحسب تعداد 2013 كان عدد سكانها 805.
| العرق           | العدد | النسبة |
| --------------- | ----- | ------ |
| البوشناق        | 736   | 91.4%  |
| الصرب           | 47    | 5.8%   |
| الكروات         | 1     | 0.1%   |
| أخرى / غير معلن | 21    | 2.6%   |
| المجموع         | 805   | 100%   |